# Ugo Cassina
Ugo Cassina (* 1. April 1897 in Polesine Parmense; † 5. Oktober 1964 in Mailand) war ein italienischer Mathematiker und Mathematikhistoriker und enger Mitarbeiter von Giuseppe Peano.
Cassina studierte, unterbrochen vom Wehrdienst im Ersten Weltkrieg, Mathematik bei Giuseppe Peano an der Universität Turin mit dem Abschluss 1921. Danach war er Assistent von Tommaso Boggio und Peano und leitete ab 1923 die Schule für Algebraische Analysis an der Universität Turin. 1925 wurde er Professor an der Marineakademie in Livorno und nach der Habilitation in Algebra und analytischer Geometrie wurde er Professor an der Universität Mailand, wo er auch Mathematikgeschichte lehrte. 1941 wurde er Professor an der Militärakademie in Caserta und 1948 an der Universität Pavia. 1951 war er wieder Professor an der Universität Mailand.
Er war zeitlebens ein Bewunderer und treuer Schüler von Peano, auch bei dessen Versuch seine Interlingua durchzusetzen. Er war aktiv in der Academia pro Interlingua und gab deren 1926 gegründete Zeitschrift Schola et Vita heraus. 1956 wurde er von der italienischen mathematischen Gesellschaft mit der Herausgabe der Werke Peanos betraut (Peano, Opere scelte, 3 Bände 1957 bis 1959). Er gab auch eine kommentierte Faksimile-Ausgabe von Peanos Formulario matematico von 1908 heraus.
Er war Mitglied der International Academy of the History of Science.

## Schriften
- Calcolo numerico 1928
- Critica dei principi della matematica e questioni di logica, 1961
- Dalla matematica egiziana alla matematica moderna, 1961